# Akohekohe
De akohekohe (Palmeria dolei) is een zangvogel uit de familie Fringillidae (Vinkachtigen). De vogel werd in 1891 door  Scott Barchard Wilson geldig beschreven. Het is een ernstig bedreigde, endemische vogelsoort van het eiland Maui (Hawaï).

## Kenmerken
De vogel is 18 cm lang. Het is een grote suikervogel met een iets gebogen, scherpe snavel en een kuifje met witte veertjes, die naar voren buigen. De vogel is verder overwegend zwart met oranjerode en zilverkleurig grijze stippen en streepjes.

## Verspreiding en leefgebied
Deze soort is endemisch op Hawaï. Het leefgebied is een inheems type van vochtig, montaan bos op het eiland Maui tussen de 1500 en 2100 m boven zeeniveau.

## Status
De akohekohe heeft een zeer klein verspreidingsgebied. De vogel is al uitgestorven op het eiland Molokai en komt alleen nog voor op Maui. Daardoor is de kans op uitsterven aanwezig. De grootte van de populatie werd in 1980 geschat op 3800 vogels binnen een gebied van 58 km². Onderzoek in de jaren 1990 wees erop dat deze populatie nog stabiel is. Daarna is er geen onderzoek meer gedaan, daarnaast zijn er bedreigingen zoals vogelmalaria die wordt overgebracht door een invasieve soort mug. Verder wordt het leefgebied bedreigd door een gewroet van verwilderde varkens en zijn er invasieve predatoren zoals de Indische mangoeste. Om deze redenen staat deze soort als ernstig bedreigd (kritiek) op de Rode Lijst van de IUCN.